# Claoxylon goodenoviense
Claoxylon goodenoviense är en törelväxtart som beskrevs av Airy Shaw. Claoxylon goodenoviense ingår i släktet Claoxylon och familjen törelväxter. Inga underarter finns listade i Catalogue of Life.